# Fotón oscuro
El fotón oscuro es un hipotético bosón masivo acoplado al fotón del electromagnetismo predicho por muchas[¿cuál?][¿cuántos?] extensiones al modelo estándar. Es candidato a la materia oscura.
Actualmente los experimentos NA64 del CERN y DarkLight en el MIT está en búsqueda de esta partícula.
Se creé que también podría el fotón oscuro tener sus longitudes de onda como un fotón ordinario.

## Introducción
El modelo más sencillo para explicar la materia oscura —el modelo WIMP— adolece de varios problemas que han impedido su consenso en la comunidad científica. El más sobresaliente es la falta de detección de tales partículas, a pesar de que los inicios de los esfuerzos para lograr esta evidencia datan de 1990.
Ante estas deficiencias, se han considerado modelos más complejos de materia oscura. Uno que considere más partículas y nuevas interacciones entre ellas, la fuerza oscura. El mediador de dichas interacciones sería un fotón oscuro.
Esta nueva fuerza oscura está motivada por cuatro anomalías astrofísicas observadas, a saber:
- La "niebla" observada por el satélite WMAP
- El exceso de energía de los positrones de los rayos cósmicos observados en los experimentos PAMELA, Atic, FERMI, HESS[4]
- El exceso en 511 keV observado por el satélite INTEGRAL[5]
- La influencia gravitacional fuera del campo gravitatorio en un cuerpo de materia ordinaria

## Potenciales confirmaciones

### Anomalía8Be
Científicos húngaros reinvestigaron anomalías observadas previamente en la emisión electrón-positrón en la transición del berilio-8. El experimento consistió en un haz de protones imadiados sobre láminas de LiF2 y LiO2. La discrepancia entre la teoría y los resultados experimentales es significativa y puede ser descrita asumiendo la creación y desintegración de un bosón. Publicaron un artículo en la Physical Review Letters exponiendo la posible evidencia de una nueva fuerza fundamental con simetría U(1). El bosón mediador sería un fotón oscuro, una partícula de luz 30 veces más pesada que el electrón. Sin embargo, un trabajo de la Universidad de California en Irvine demuestra que en lugar de un fotón oscuro sería un bosón de Higgs protofóbico.

### Experimento NA64
Este experimento consiste emitir un haz de electrones sobre un detector. Las interacciones de estas partículas con los núcleos atómicos en el detector producen fotones visibles. Por el principio de conservación de la energía, la propia de los electrones incidentes debe ser igual a la de los fotones emitidos. La discrepancia entre estas dos medidas ponen en evidencia la existencia de fotones oscuros que llevan la energía faltante.

### Experimento DarkLight
El experimento DarkLight, acrónimo para "Detecting A Resonance Kinematically with eLectrons Incident on Gaseous Hydrogen Target", se está llevando a cabo en las instalaciones del Jefferson Lab, Virginia, Estados Unidos. Utiliza un haz intenso de electrones en la búsqueda de un fotón pesado, A' mediante la búsqueda de una resonancia a la masa del A' en el espectro de masa invariante del electrón-positrón.